# Claus Steinlein
Claus Steinlein (født 12. januar 1972 på Bornholm) er en tidligere dansk fodboldspiller og siden 2000 chef for FC Midtjyllands fodboldakademi. Fra sommeren 2012 blev han ordførende direktør for superligaklubben FC Midtjylland.

## Klubkarriere
Steinlein er født og opvokset på Bornholm. Efter forældrenes skilsmisse, tog Steinlein som 14 årig på efterskolen Himmerlandscentrets Idrætsefterskole.
Han fik debut i divisionsrækkerne da han tørnede ud for Randers Freja, inden turen gik til Aalborg Chang. I 1991 forlod han Chang til fordel for byens store klub AaB. Her blev det til 15 kampe i Superligaen indtil 1993, hvor han skiftede til Ikast FS. Her blev det til to sæsoner, inden han´i 1995 kom til AGF for én sæson. Efter kun 4 superligakampe, skiftede Steinlein tilbage til Ikast hvor han fra 1996 til 1998 spillede 29 kampe i landets bedste række. I 1997 var med til at tabe 0-2 til F.C. København i pokalfinalen.
Claus Steinlein nåede samlet at spille 92 kampe i 1. division og Superligaen.